# Valle de la Luna (Bolívia)

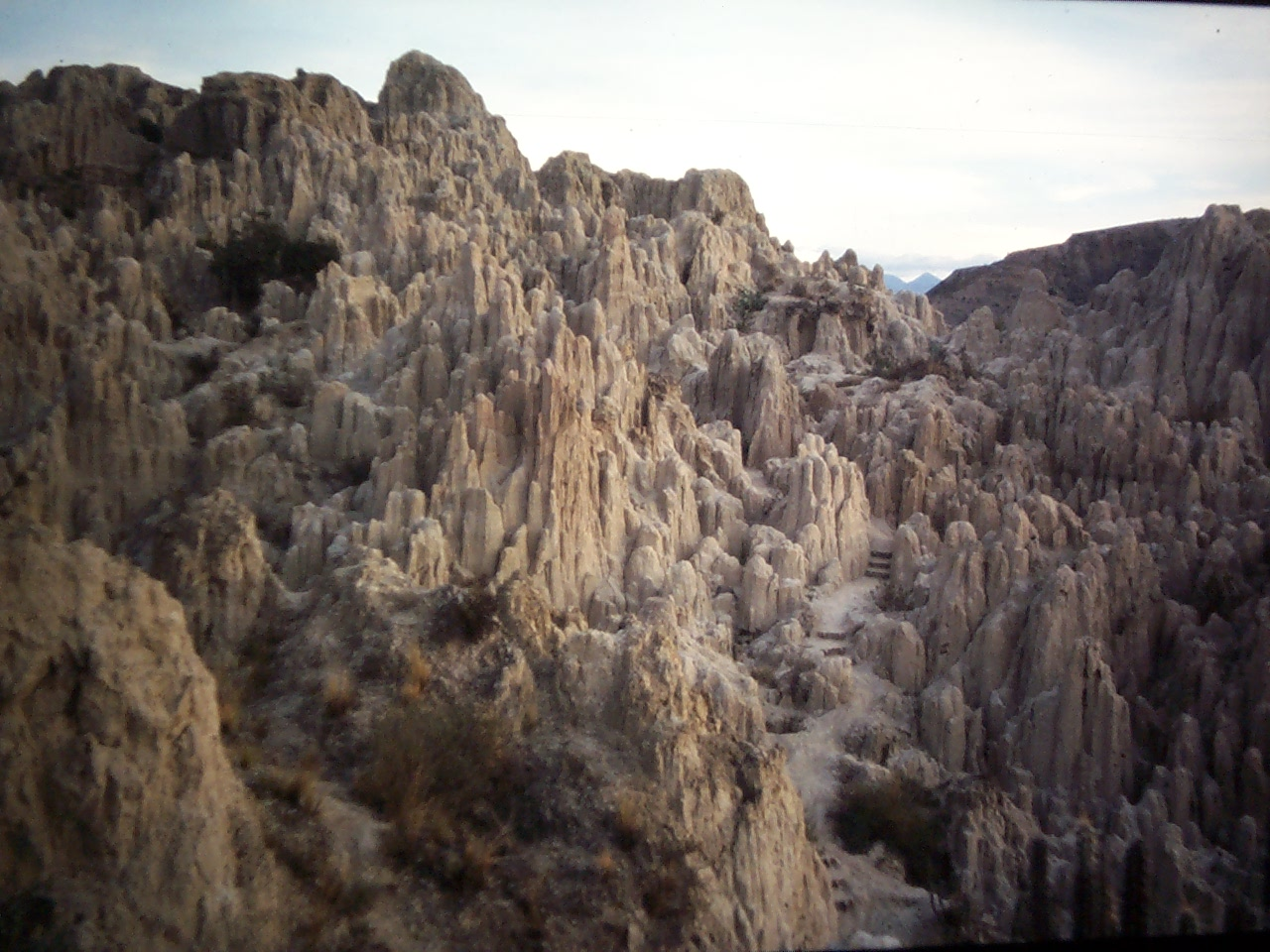
Valle de La Luna

Valle de La Luna (Vale da Lua em português). É  uma formação geológica localizada  em La Paz, Bolívia. Que tem o nome devido as formações rochosas aparentaram o solo da Lua.

## Curiosidades
Os boatos que a transmissão da primeira expedição para a lua era falso e forjado, dizem que essa transmissão foi feita neste local.

## Fotos

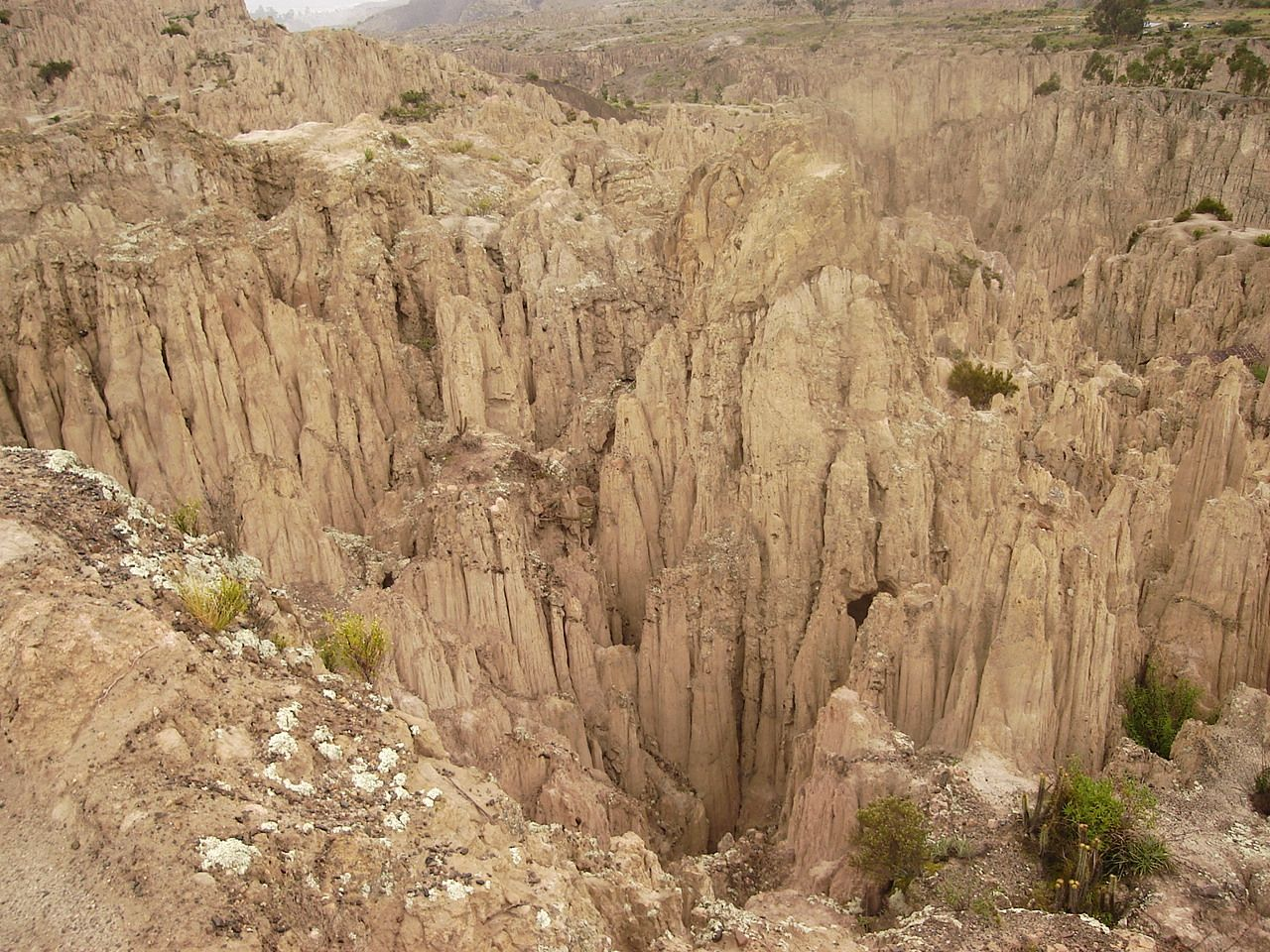
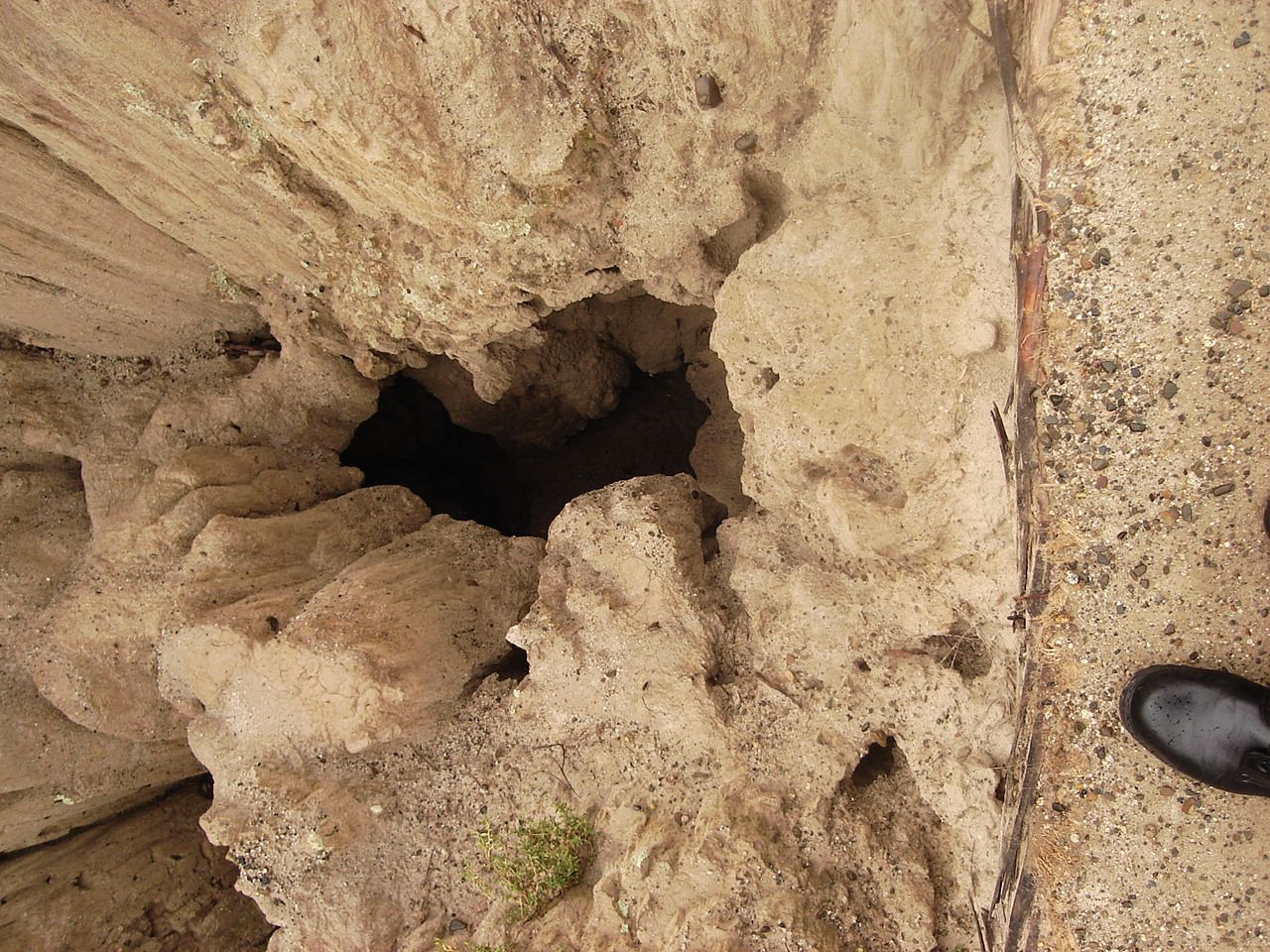
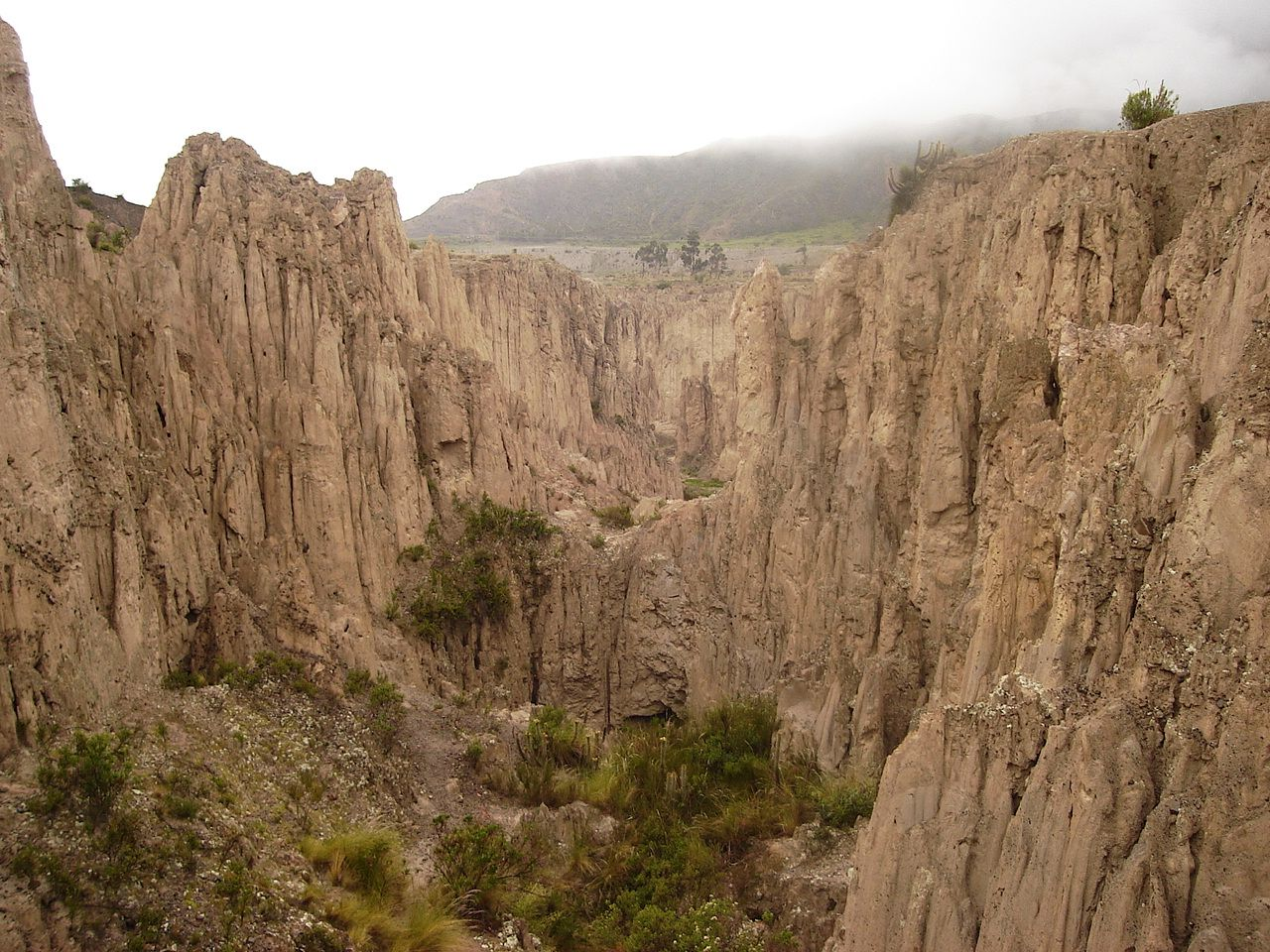